# Tulipa banuensis
Tulipa banuensis är en liljeväxtart som beskrevs av Grey-wilson. Tulipa banuensis ingår i släktet tulpaner, och familjen liljeväxter. Inga underarter finns listade.